# Булб турбина
Булб турбината е реактивна двойнорегулираща Капланова турбина. Особеното при Булб турбините, е че турбина и генератор са съединени в един общ корпус наречен „Булб“, от където произлиза и името на турбината. Както Каплановата турбина, така и този вид турбини се използват за големи дебити, с тази разлика, че Булб турбините работят в по-широк диапазон на вариация на постъпващото водно количество и имат по-голям коефициент на полезно действие. Турбините работят при напор от 2 до 25 м и намират най-широко приложение при малката руслова ВЕЦ. Водният поток постъпва аксиално по дължина на съоръжението, така че проточността се доближава до тази на фактически прав тръбопровод. Когато турбина е съчетана със синхронен генератор на постоянни магнити, тя има още по-добри характеристики и достига изключително големи стойности на коефициента на полезно действие. В България, част от проекта Среден Искър, е монтирана най-голямата на Балканския полуостров Каплан-Булб турбина с постоянни магнити с мощност от 3 MW. Най-иновативнатата разновидност на Булб турбината е подвижната Каплан-Булб турбина. ВЕЦ с вградени подвижни Каплан-Булб турбини се отличават с намалени инвестиционни разходи по част „строителна“, проста конструкция, лесен монтаж, висока ефективност, по-дълъг експлоатационен живот и множество екологични предимства.

## Булб турбина – основни характеристики
- Използват се за напори от 2 до 25 м;
- Използват се при малки руслови ВЕЦ в реки с голяма вариация на водното количество;
- Достигат големи стойности на коефициента на полезно действие.

## Подвижна Каплан-Булб турбина – характеристики и приложение
Подвижната Булб-турбина е високоефективна двойнорегулираща Каплан турбина. Производственото съоръжение е изцяло потопено под вода, което съчетано с изключително малкото строително-монтажни работи води не само до голямо намаляване на общите инвестиционни разходи по проекта по част строителна, но и до запазване на естественото състояние на флората и фауната в речните екосистеми. Генераторът е с постоянни магнити и е директно свързан към турбината, при което се получава много компактна машинно стандартизирана производствена единица, която достига стойности на коефициента на полезно действие, надвишаващи 95%. Това е една абсолютно иновативна концепция, осъществена след повече от 5 години научни изследвания, целяща да запази естественото екологично равновесие в речните корита и същевременно с това да произведе зелена енергия, намалявайки до минимум нужните за това инвестиционни разходи.
Изследването на този вид „нови технологии“ е един от основните приоритети на европейската програма “Life”, чиято основна цел е развитие на зелените технологии и тяхното прилагане в човешкия бит. Проектът за Подвижна ВЕЦ – Водноелектрическа централа за подобряване на речната среда и възстановяване на рибната миграция е финансиран с референтен номер LIFE06 ENV/D/000485. Съгласно чл. 4 от Регламент (ЕО) № 614/2007 г. Програмата Life – околна среда, има за цел да допринесе за развитие на иновациите и за интегриране на техники и методи, свързани с бъдещото развитие на Общностната политика в областта на опазване на околната среда. Приблизително една трета от всички Life-проекти за опазване на околната среда спомагат за развитието на зеления бизнес. Проектните тематики, развити от бенефициентите по програма Life, обхващат всички ключови екологични предизвикателства за Европа. Такива предизвикателства са опазване на водите, управление на отпадъците, намаляване на замърсяването на въздуха и шума, чисти технологии, опазване на почвите, устойчиво потребление на ресурси и намаляване на продуктовите екологични влияния чрез интегрирани продуктови политики.
Основното конструктивно предимство на тези водноелектрически централи с подвижни Булб-турбини е факта, че в много случаи не се налага изграждане на специални съоръжения (преливници) за прокарване на високите води при пълноводие.
Според наличното водно количеството в реката, турбината работи условно казано в две позиции – повишена позиция и понижена позиция. При водно количество, равно или по-малко от проектното водно количество, турбината работи в понижена позиция. В този случай, се наблюдава свободно преминаване на плаващите наноси над стоманобетонния корпус, в който е вградена турбината. При този режим на работа, рибите и плаващите наноси имат възможност да преминават над конструкцията.
При водни количества, по-големи от проектното водно количество, турбината работи в повишена позиция. В този случай се получава не само свободно преминаване на плаващите наноси над стоманобетонния корпус, а и преминаване на дънни наноси под стоманобетонната конструкция. В този режим на работа, рибите преминават както над конструкцията, така и под нея.

## Предимства на подвижните Каплан-Булб турбини
- Производствени предимства при използване на подвижна Каплан-Булб турбина:

- по-малки инвестиционни разходи по строителната част, дължащи се на изключително редуцираните количества на строително-монтажните работи;
- увеличена производителност на турбината, дължаща се на турбинния ефект при провеждане на високи води;
- ускорени темпове на изграждане и въвеждане в експлоатация на съоръжението;
- по-голям КПД, дължащ се на компактната машинна стандартизирана единица турбина-генератор, липса на мултипликатор за свързване с турбината и на трансформатор за свързване с енерго-разпределителната мрежа;
- по-лесен монтаж и поддръжка.
- Екологични предимства при използване на подвижна Каплан-Булб турбина:

- запазване на естествената флора и фауна в речното корито, благодарение на силно редуцираното количество на строително-монтажните работи;
- свободно преминаване на рибните популации над и под съоръжението;
- преминаване на плаващи наноси и на малки лодки над турбината;
- свободно преминаване на дънни наноси под турбината и не възпрепятстване на естествения седиментен транспорт;
- значително намаляване на емисиите на шум.